# La mia generazione (Dargen D'Amico)
La mia generazione è un singolo del rapper e cantautore italiano Dargen D'Amico, pubblicato il 21 gennaio 2015 come secondo estratto dal quinto album in studio D'io su etichetta discografica Universal Music Italia.

## Tracce
Testi di Jacopo Matteo Luca D'Amico, musiche di Dargen D'Amico, Marco Zangirolami.
1. La mia generazione – 3:39